# Ramkumar Ramanathan
Ramkumar Ramanathan (n. 8 noiembrie 1994) este un jucător profesionist de tenis indian.  Este primul jucător indian care a ajuns într-o finală de simplu ATP în turneul mondial de la Somdev Devvarman. Cea mai înaltă poziție în clasamentul ATP la simplu este numărul 111 (30 iulie 2018) iar la dublu numărul 101 (2 martie 2020) și reprezintă India în Cupa Davis.